# گمینا خانگسک
گمینا خانگسک (به لهستانی:  Gmina Hańsk) یک گمینا در لهستان است که در شهرستان وووداوا واقع شده‌است. گمینا خانگسک ۱۷۹٫۴۳ کیلومتر مربع مساحت و ۳٬۹۵۴ نفر جمعیت دارد.